# Horia Barbu Oprișan
Horia Barbu Oprișan a fost un intelectual român, care a publicat în domeniile istoriei, istoriei literare și folclorului. A scris în Revista istorică a lui N. Iorga. A fost un specialist în domeniul teatrului folcloric românesc, care a întreprins îndelungi cercetări de bibliotecă și de teren.
În copilărie a fost influențat de reprezentarea Vicleimului, care avea loc în timpul sărbătorilor de iarnă. Crescând în cartierul Obor din București, a fost martor la interpretări ale negustorilor olteni, care rămâneau peste perioada sărbătorilor în capitală în acest scop. Ulterior a frecventat și producții culte de teatru, atât în România cât și în străinătate.
Horia Barbu Oprișan a început să străbată țara pentru a culege producțiile de teatru, însă nu s-a grăbit să publice rezultatele muncii sale. Abia după zeci de ani a început să editeze, apărând o serie de cărți, din care fac parte Călușarii (1969), Folclor literar ilfovean (1971), Monografia folcloristică a Teleormanului (1971), Jienii, teatru popular haiducesc (1974), Teatru fără scenă (1981) și Brîncovenii. Teatru popular (1984).
A publicat și în Österreichische Zeitschrift für Volkskunde.